# Gymnes

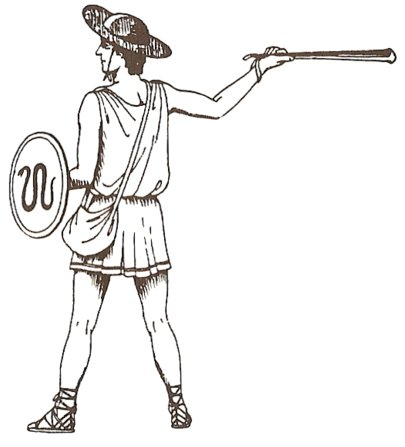
Tekening uit 1904 van een slingeraar

De gymnes (Oudgrieks: γυμνής / gumnếs, naakt, mv.: γυμνίται) is een lichtbewapende soldaat in de infanterie van het Oud-Grieks leger. Hij had geen harnas van ijzer zoals een hopliet maar vocht "naakt", zonder bescherming, en was enkel gekleed in een chiton. Hij vocht met een boog, slinger, zwaard, knots of speer en een schild.
De Spartanen zetten heloten in als gymneten. Ze waren diegenen die de aanval inzetten met hun wapens en zich vervolgens terugtrokken achter de falanx van de hoplieten. In het Oud-Grieks leger was er een rangorde, naar dalende waarde en bescherming van hoplieten, peltasten en gymneten. Evenwel, tijdens de Perzische Oorlogen werden de peltasten en gymneten meer naar waarde geschat en in de Peloponnesische Oorlog en de tocht van de tienduizend was hun aantal en diversiteit in bewapening in de totale infanterie ook gevoelig toegenomen. Peltasten werden meer en meer met speren uitgerust, gymneten met slinger en boog.
In het Romeins leger was een zeer gelijkaardige rol weggelegd voor de velites.